# Czasliwci
Czasliwci (ukr. Часлівці) – wieś na Ukrainie. Należy do rejonu użhorodzkiego w obwodzie zakarpackim i liczy 820 mieszkańców.